# القناة الصينية الكبرى

القناة الكبرى (بالإنجليزية: Grand Canal) (وتُعرف أيضاً باسم قناة بكين-هانگ‌ژو الكبرى Beijing-Hangzhou Grand Canal)، هي موقع تراث عالمي تابع لليونسكو، وأطول قناة أو نهر اصطناعي في العالم ووجهة سياحية شهيرة. تبدأ القناة من بكين، وتمر عبر تيان‌جين ومقاطعات خى‌بـِيْ، شان‌دونگ، جيانگ‌سو وژى ‌جيانگ حتى مدينة هانگ‌ژو، تصل بين النهر الأصفر ونهر يانگ‌تسى. الأجزء القديمة ن القناة يرجع تاريخها إلى القرن الخامس ق.م، بالرغم من أن هناك قاطعات مختلفة تم تجميعها في عهد أسرة سوي (581–618 م).
يصل إجمالي طول القناة الكبرى إلى 1776 كم. وتصل لأقصى ارتفاعها في جبال شان‌دونگ عند قمة يصل ارتفاعها إلى 42 م. لا تواجه السفن المارة في القنوات الصينية مشكلة الوصول للارتفاعات العليا بعد اختراع الهويس في القرن العاشر، في عهد أسرة سونگ (960-1279)، على يد المسئول الحكومي والمهندس تشياو وي‌يو. أثارت القناة اعجاب الكثيرين على مدار التاريخ، ومنهم الراهب الياباني إنين (794–864)، المؤرخ الفارسي رشيد الدين الهمداني (1247–1318)، المسئول الكوري تشوه بو (1454–1504)، والمبشر الإيطالي ماتيو ريتشي (1552–1610).
تاريخياً، هدد الفيضان الدوري للنهر الأصفر سلامة وعمل القناة. في أوقات الحروب تم في بعض الأحيان كسر السدود العالية على النهر الأصفر من أجل إغراق قوات المتقدمة. تسب هذا في كارثة وصعوبات اقتصادية مطولة. بالرغم من فترات الخراب وعدم الاستعمال المؤقة، إلا أن القناة الكبرى عززت سوقاً اقتصادية محلية ومتنامية في المراكز الحضرية الصينية منذ فترة سوي. سمحت القناة بتجارة أسرع وعززت الاقتصاد الصيني. في المنطقة الجنوبية تستخدم بشكل موسع حتى يومنا هذا.

## معرض صور

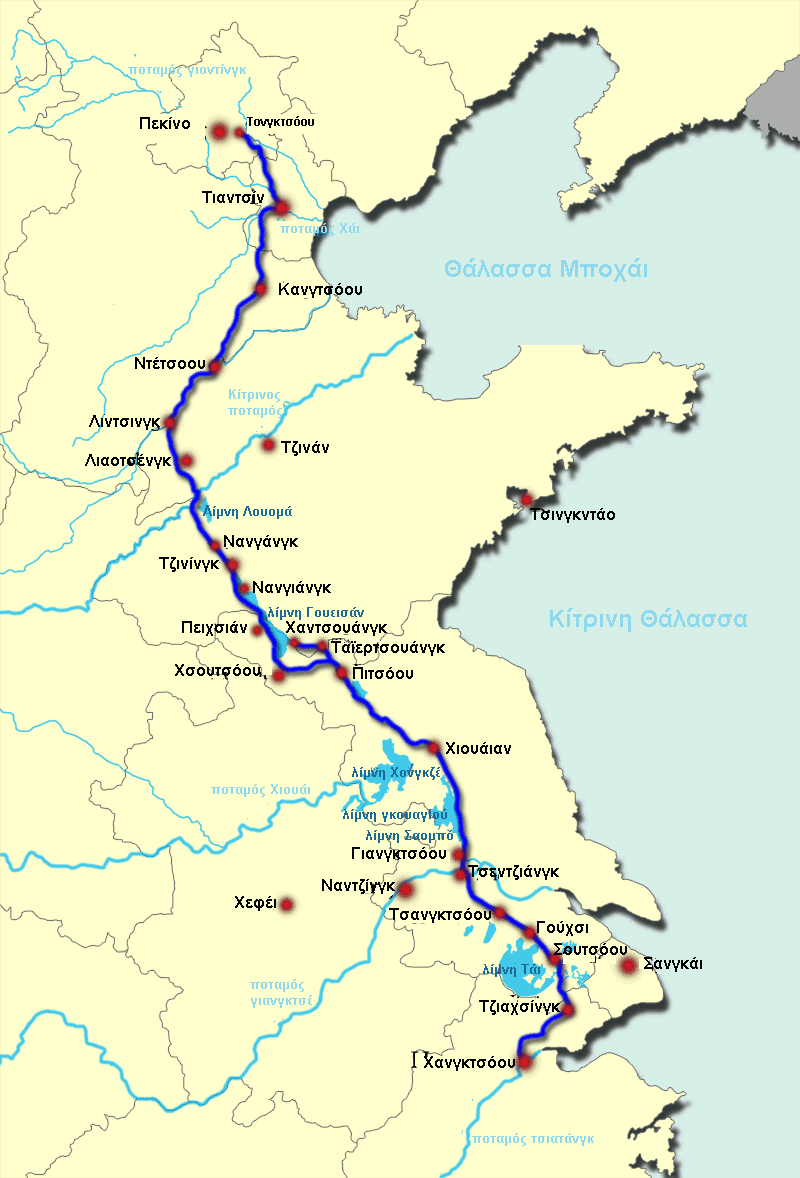
مجرى حديث للقناة
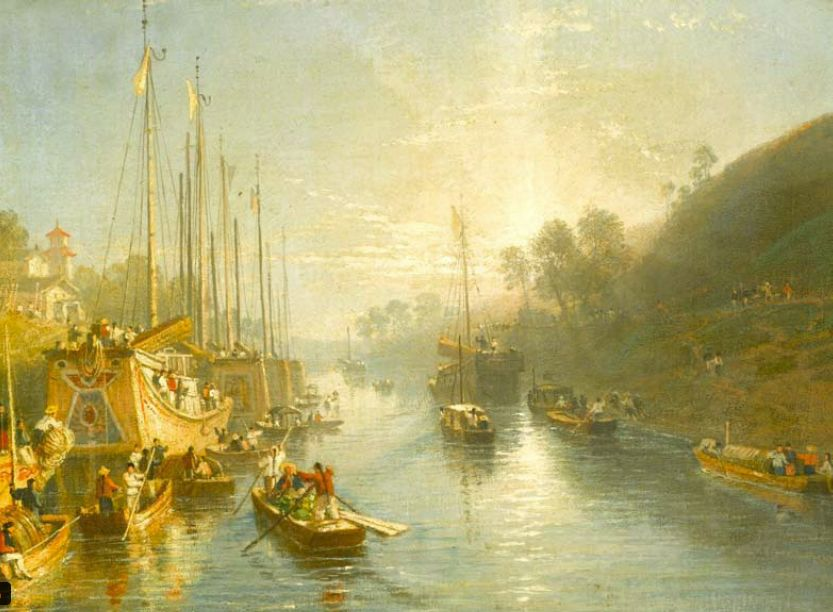
هافيل- شروق الشمس على قناة تشين الكبرى
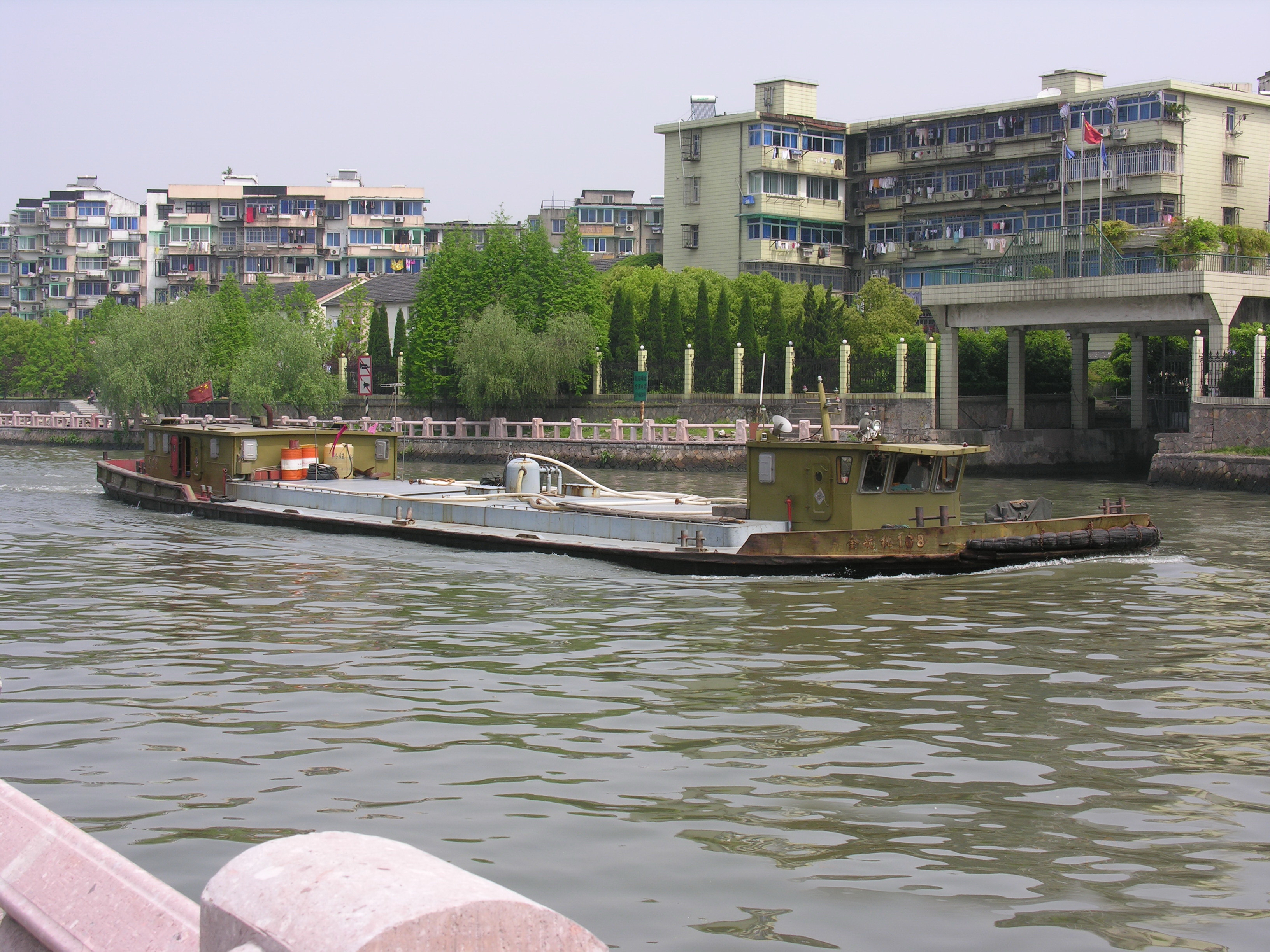
قارب في القناة
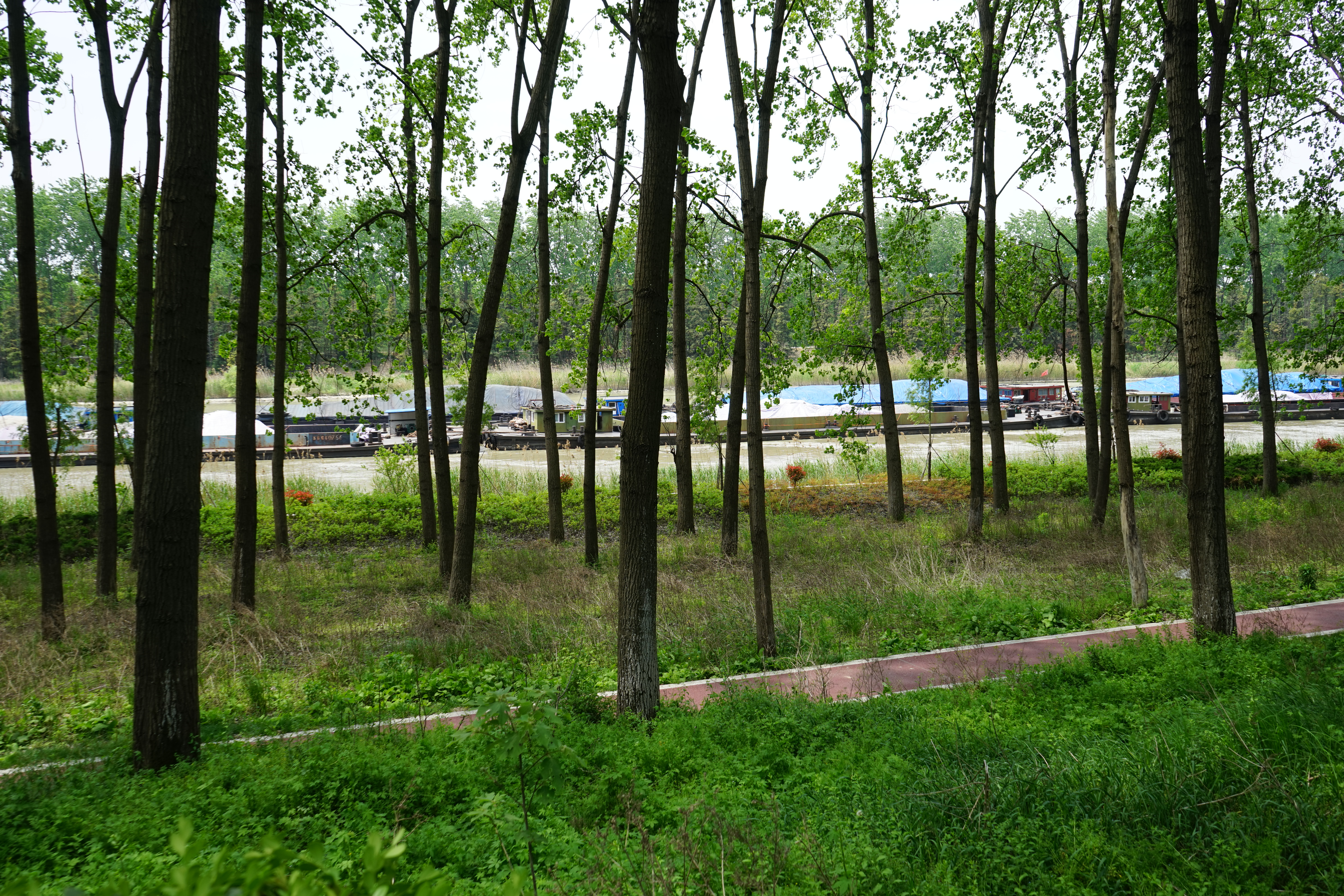
على جوانب القناة
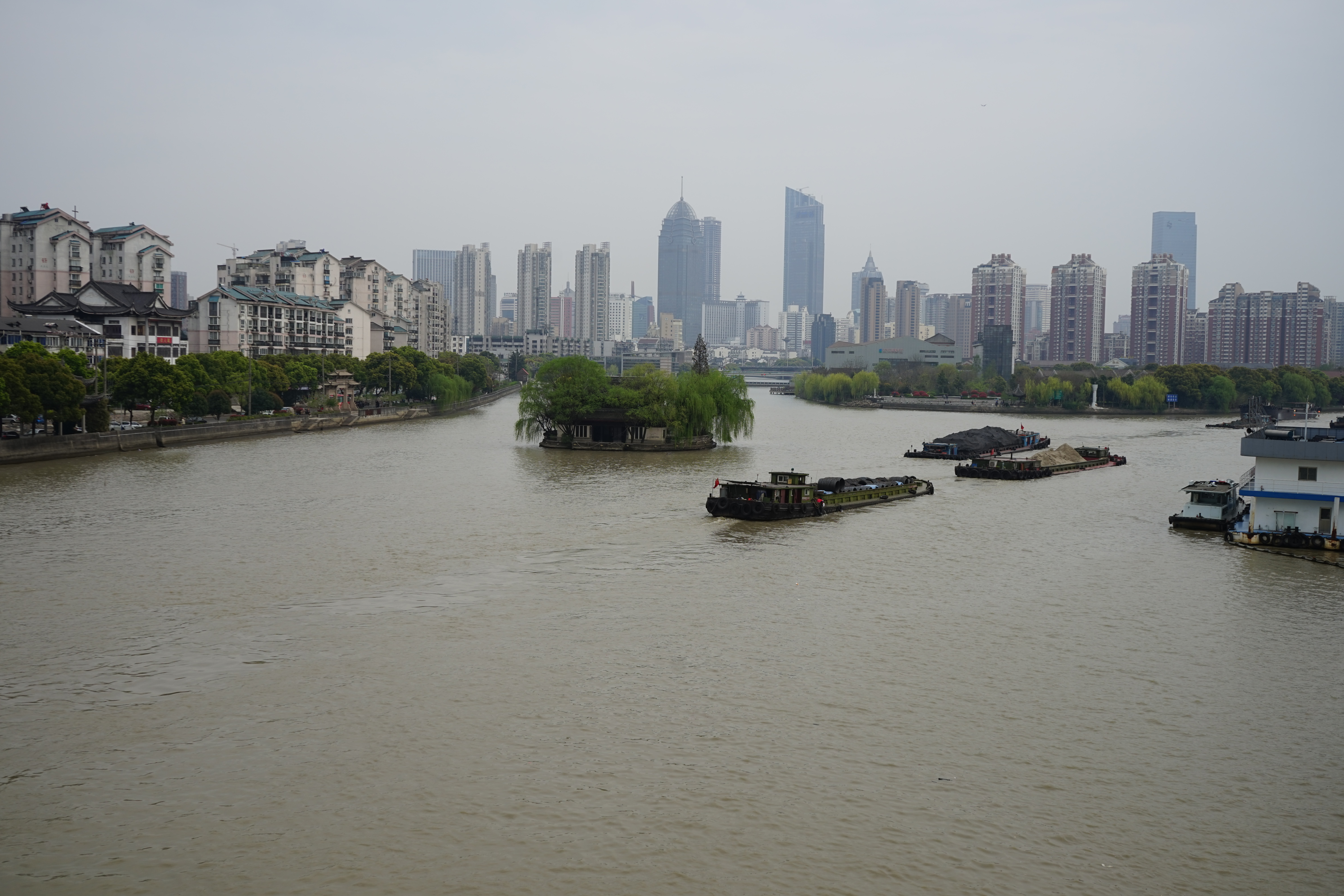
القناة الكبرى